# Verdubbelingstijd
Bij een exponentieel groeiende populatie is de verdubbelingstijd de tijd waarin de omvang verdubbeld is ten opzichte van het begin. Exponentiële groei wordt beschreven door de formule voor de omvang {\displaystyle N(t)} van de populatie op het tijdstip {\displaystyle t}:
{\displaystyle N(t)=N(0)\cdot g^{t}}
Daarin is {\displaystyle N(0)} de beginwaarde van de populatie-omvang, de waarde van de omvang op {\displaystyle t=0}. De sterkte van de groei wordt bepaald door de groeifactor {\displaystyle g}. Bij exponentiële groei is de groeifactor groter dan 1. 
De verdubbelingstijd {\displaystyle t_{(2)}} is de tijd waarin de omvang {\displaystyle N} tweemaal zo groot is geworden als de beginwaarde {\displaystyle N(0)}, dus:
{\displaystyle N(t_{(2)})=2\,N(0)},
dus 
{\displaystyle g^{t_{(2)}}=2}
waaruit volgt voor willekeurig grondtal {\displaystyle a}
{\displaystyle t_{(2)}={\frac {\log _{a}2}{\log _{a}g}}}

## Groeipercentage
Een kenmerk van exponentiële groei is dat gedurende ieder tijdinterval van een bepaalde duur de variabele {\displaystyle N} met hetzelfde groeipercentage {\displaystyle p} toeneemt. Bijvoorbeeld 3% per jaar, 1% per uur, 5% per dag. Het groeipercentage is via de formule:
{\displaystyle g=1+{\frac {p}{100}}} of {\displaystyle p=(g-1)\cdot 100\%}
verbonden met de groeifactor.

## Bankenformule
Er bestaat een eenvoudige formule waarmee de verdubbelingstijd tamelijk nauwkeurig is te schatten als het groeipercentage bekend is. Dat is de zogenaamde bankenformule, een vuistregel die, toen er nog geen elektronische rekenmachines bestonden, vaak werd gehanteerd: 
{\displaystyle t_{(2)}={\frac {\ln 2}{\ln g}}={\frac {\ln 2}{\ln \left(1+{\frac {p}{100}}\right)}}\approx {\frac {100\cdot \ln 2}{p}}\approx {\frac {70}{p}}}
Zet men bijvoorbeeld een bedrag op een spaarrekening tegen een samengestelde interest van 5% per jaar, dan duurt het ongeveer 70/5 = 14 jaar voordat het oorspronkelijke bedrag is verdubbeld. Een nauwkeuriger berekening, met logaritmen of een grafische rekenmachine, levert een verdubbelingstijd van 14,21 jaar. De schatting met de bankenformules zal voor veel gevallen acceptabel zijn.
De nauwkeurigheid van de schatting met behulp van de bankenformule neemt wel af met toenemend groeipercentage. Dat is duidelijk te zien aan de relatieve onnauwkeurigheid. Bij een groeipercentage van 5% is de relatieve onnauwkeurigheid van de schatting ongeveer 1,5% = (14,21 - 14)/14,21 x 100%; bij een groeipercentage van 20% bedraagt die bij benadering 7,9% = (3,80 - 3,5)/3,80 x 100%.

## Halveringstijd
Men kan de bankenformule ook gebruiken voor het benaderen van de halveringstijd als het vervalpercentage bekend is. Als bijvoorbeeld de activiteit van een radioactief preparaat 10% per maand afneemt, duurt het ongeveer 70/10 = 7 maanden voordat de oorspronkelijke activiteit is gehalveerd. De formule voor halveringstijd is gelijksoortig aan die van verdubbelingstijd:
{\displaystyle {\frac {\ln 0{,}5}{\ln g}}={\frac {\ln 0{,}5}{\ln 1{,}10}}\approx -7{,}2725}
De absolute waarde van deze berekening is de uitkomst: 7,2725 maanden.